# ATI Rialto
Rialto ist ein von ATI Technologies entwickelter Brückenchip, der den Einsatz von PCI-Express-Grafikprozessoren in Verbindung mit dem Accelerated Graphics Port (AGP) ermöglicht. Benannt wurde er nach der Rialtobrücke in Venedig. Einen ähnlichen Zweck hat High-Speed Interconnect von Nvidia.

## Technik
Der Chip wandelt das Signal von AGP in ein PCI-Express-Signal um, welches dann an den Grafikprozessor weitergegeben wird. Da jedoch die PCI-Express-Grafikschnittstelle schneller als die AGP-Schnittstelle ist, kann es hierbei zu Leistungseinbußen kommen, sofern eine höhere Datentransferrate von Nutzen wäre. Dies ist insbesondere bei Grafikkarten mit verhältnismäßig wenig Grafikspeicher der Fall.

## Geschichte
Der Rialto-Chip wurde erstmals 2005 bei Grafikkarten mit Radeon-GPUs aus der ATI-Radeon-X-Serie benutzt, um auf deren Basis Modelle für AGP anbieten zu können. Für die Entscheidung, welche Karten mit diesem Chip ausgestattet wurden, waren die Boardpartner verantwortlich. In der ersten Generation wurde der Chip noch bei den meisten Modellen eingesetzt. Bereits in der folgenden ATI-Radeon-X1000-Serie fand er hingegen nur noch sporadisch Verwendung. Letztmals wurde der Rialto-Chip in der ATI-Radeon-HD-4000-Serie aus dem Jahr 2008 genutzt.